# Charlie Mackesy
Charlie Mackesy, nació el 11 de diciembre de 1962, es un artista, ilustrador y escritor británico de The Boy, the Mole, the Fox and the Horse.

## Biografía
Mackesy creció en Northumberland y asistió a Radley College y Queen Elizabeth High School, Hexham. También asistió brevemente a la universidad dos veces, pero se fue en ambas ocasiones en una semana.
Los abuelos paternos de Mackesy fueron el general de división Pierse Joseph Mackesy y la escritora Leonora Mackesy (nacida en 1902), que escribió romances de Arlequín como Leonora Starr y Dorothy Rivers.
Ha vivido y pintado en los países africanos de Sudáfrica, África subsahariana y también en los Estados Unidos. Reside entre Brixton, el sur de Londres y Suffolk con su perro Barney. Lejos del arte, Mackesy codirige Mama Buci, una empresa social de miel en Zambia, y ha ayudado a ejecutar un proyecto para personas sin hogar en Londres.

## Carrera artística
Mackesy comenzó su carrera como dibujante de The Spectator, antes de convertirse en ilustrador de libros para Oxford University Press. También trabajó con Richard Curtis en el set de Love Actually para crear una serie de dibujos que se subastarán para Comic Relief y ha seguido trabajando con la organización benéfica que ama. Fue seleccionado para trabajar en el proyecto Unity Series de Nelson Mandela, un proyecto de litografía trabajando junto con Mandela en los dibujos que realizó.
Sus bronces se pueden encontrar en espacios públicos de Londres, incluido el cementerio de Highgate y Brompton Road. Sus pinturas se han exhibido ampliamente, con mayor frecuencia en galerías de Londres y Nueva York. 
Su trabajo ha aparecido en libros, colecciones privadas, galerías, portadas de revistas, postes de alumbrado público, aulas escolares, cafés, casas seguras para mujeres, iglesias, prisiones, salas de hospitales y muchos otros espacios públicos en todo el mundo. Mackesy fue contactada por un editor que había visto sus dibujos en Instagram y posteriormente publicó con ella en Ebury Press. The Boy, the Mole, the Fox and the Horse , publicado por primera vez en octubre de 2019, ha pasado más de 100 semanas en la lista de los diez más vendidos del Sunday Times y es el número uno de tapa dura del Sunday Times más largo de todos los tiempos. Su libro fue seleccionado como el Libro del año 2019 de Waterstones y el Libro del año 2019 de Barnes and Noble (el primer libro en ser premiado en el mismo año) y fue preseleccionado para los British Book Awards en 2020.
Mackesy estuvo entre los ganadores de los premios Nielsen Bestseller Awards 2020, con The Boy, the Mole, the Fox and the Horse logrando el estatus de Platino. Todos los títulos que alcanzan el estado Platino se incluyen en el "Salón de la fama del siglo XXI", que ahora incluye 149 títulos. En 2020, ocho libros superaron el umbral de ventas del millón de copias del Premio Platino. Mackesy fue galardonado como Artista del año de la Galería Maddox en los premios GQ Men of the Year Awards en 2020 e Ilustrador del año en los British Book Awards en 2021. Mackesy codirigió y coescribió el cortometraje animado basado en el libro.

## enlaces externos
- Página web oficial

- Datos: Q98765685